# 锺谟
锺謨（？—960年），字仲益。南唐政治人物。
祖籍會稽（今紹興）人，後徙崇安（今屬福建），最後僑居金陵（今南京）。南唐李璟時為翰林學士，進禮部侍郎，判尚書省，钟谟支持皇子李从善，不支持李从嘉，坐事被貶耀州司馬。建隆元年正月，元宗李璟听闻宋太祖受后周禅位，遣使到饶州，赐锺谟死，问他：“卿昔与孙晟使周，晟死而卿独生还，何也？”锺谟顿首伏罪，遂被缢杀。著作皆佚，《全唐诗》收遗诗三首。